# Terapia hormonal feminizante

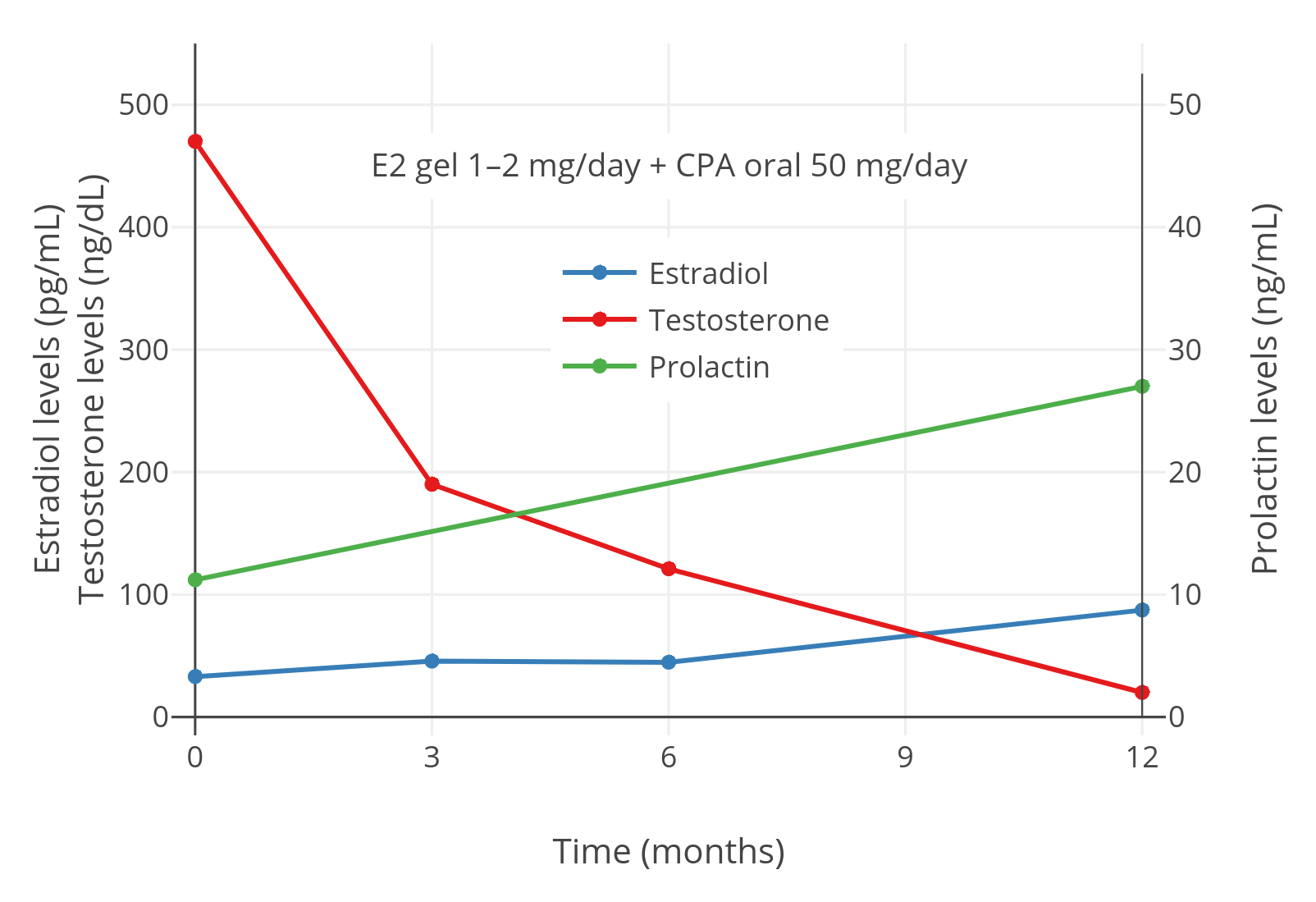
Níveis hormonais com gel de estradiol de baixa dosagem e acetato de ciproterona oral em mulheres transgênero

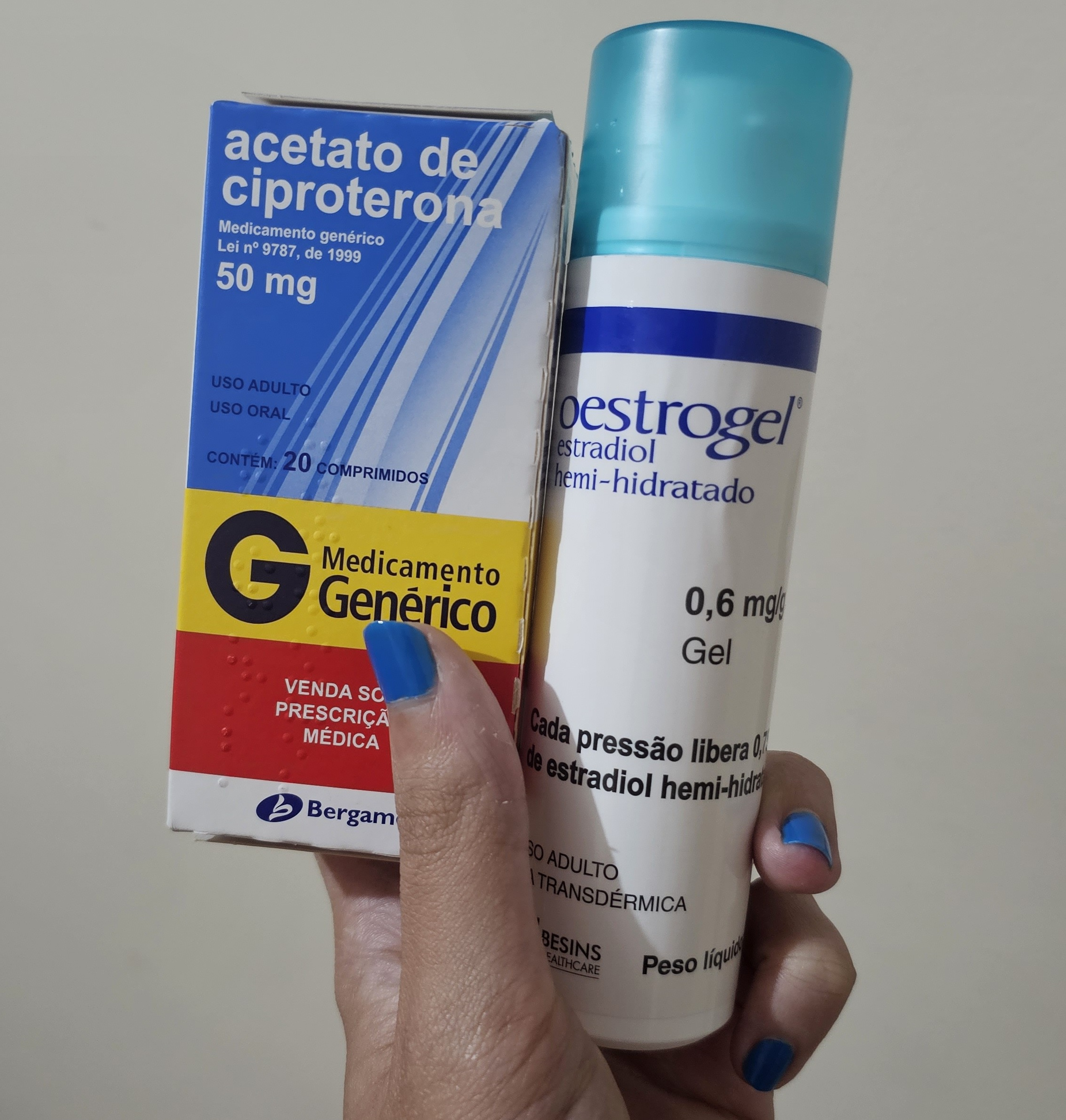
Acetato de ciproterona e estradiol hemi-hidratado, medicamentos usados na terapia hormonal feminizante.

A terapia hormonal feminizante, também chamada de terapia hormonal de feminização, feminilizante, feminizadora ou transfeminina, é a terapia hormonal para mudar as características sexuais secundárias de pessoas transgênero de masculinas ou andróginas para femininas. É um tipo comum de terapia hormonal transgênero (outro sendo a terapia hormonal masculinizante) e é usado para tratar mulheres trans e indivíduos transfemininos não binários. Algumas, em particular, pessoas intersexo e outras pessoas cisgênero altersexo também adotam essa forma de terapia, de acordo com suas necessidades e preferências pessoais.
O objetivo da terapia é causar o desenvolvimento das características sexuais secundárias do sexo desejado, como seios e um padrão feminino de pelo, gordura e distribuição muscular. Ela não pode desfazer muitas das mudanças produzidas pela puberdade que ocorrem naturalmente, o que costuma exigir cirurgia e outros tratamentos para reverter. Os medicamentos usados para a terapia hormonal feminilizante incluem estrogênios, antiandrogênios, progestagênios e moduladores do hormônio liberador de gonadotrofina.
Demonstrou-se que a terapia hormonal de feminização provavelmente reduz a angústia e o desconforto associados à disforia de gênero.

## Diretrizes e recomendações
Muitos médicos se orientam pelo modelo Standards of Care (SoC) da World Professional Association for Transgender Health (WPATH) e exigem psicoterapia e uma recomendação deste profissional para que uma pessoa transgênero obtenha terapia hormonal. Outros médicos operam por um modelo de consentimento informado e não têm requisitos para terapia hormonal transgênero além do consentimento. Os medicamentos usados na terapia hormonal transgênero também são vendidos sem receita médica na Internet por farmácias online não regulamentadas, e algumas mulheres trans compram esses medicamentos e se tratam usando uma abordagem do-it-yourself (DIY) ou automedicação. Muitos indivíduos transgênero discutem e compartilham informações sobre terapia hormonal DIY nas comunidades do Reddit. Duas razões pela qual muitas pessoas transgênero recorrem à terapia hormonal DIY é devido à descredibilidade de muitos profissionais endócrinos, e longas listas de espera de até anos para terapia hormonal padrão baseada em médicos em algumas partes do mundo, como o Reino Unido, bem como devido aos altos custos de consultar um médico e os critérios restritivos que tornam alguns inelegíveis para o tratamento.
A acessibilidade da terapia hormonal transgênero difere em todo o mundo e em cada país.

## Medicações
| Medicação                       | Nome da marca         | Tipo                        | Via                       |
| ------------------------------- | --------------------- | --------------------------- | ------------------------- |
| Estradiol                       | Várias                | Estrógeno                   | Oral                      |
| Estradiol                       | Várias                | Estrógeno                   | Sublingual                |
| Estradiol                       | Climara               | Estrógeno                   | Transdérmica              |
| Estradiol                       | Divigel               | Estrógeno                   | Transdérmica              |
| Estradiol                       | Várias                | Estrógeno                   | Subcutânea                |
| Valerato de estradiol           | Progynova             | Estrógeno                   | Oral                      |
| Valerato de estradiol           | Progynova             | Estrógeno                   | Sublingual                |
| Valerato de estradiol           | Delestrogen           | Estrógeno                   | Intramuscular/ subcutânea |
| Cipionato de estradiol          | Depo-Estradiol        | Estrógeno                   | Intramuscular/ subcutânea |
| Benzoato de estradiol           | Progynon-B            | Estrógeno                   | Intramuscular/ subcutânea |
| Dipropionato                    | Agofollin             | Estrógeno                   | Intramuscular/ subcutânea |
| Estriol                         | Ovestin               | Estrógeno                   | Oral                      |
| Espironolactona                 | Aldactone             | Antiandrógeno               | Oral                      |
| Acetato de ciproterona          | Androcur              | Antiandrógeno; Progestógeno | Oral                      |
| Acetato de ciproterona          | Androcur Depot        | Antiandrógeno; Progestógeno | Intramuscular             |
| Bicalutamida                    | Casodex               | Antiandrógeno               | Oral                      |
| Enzalutamida                    | Xtandi                | Antiandrógeno               | Oral                      |
| Análogos de GnRH                | Várias                | Modulador GnRH [en]         | Várias                    |
| Elagolix                        | Orilissa              | Antagonista de GnRH         | Oral                      |
| Finasterida                     | Propecia              | Inibidores da 5αR           | Oral                      |
| Durasterida                     | Avodart               | Inibidores da 5αR           | Oral                      |
| Progesterona                    | Prometrium            | Progestógeno                | Oral                      |
| Acetato de medroxiprogesterona  | Provera               | Progestógeno                | Oral                      |
| Acetato de medroxiprogesterona  | Depo-Provera          | Progestógeno                | Intramuscular             |
| Acetato de medroxiprogesterona  | Depo-SubQ Provera 104 | Progestógeno                | Subcutânea                |
| Caproato de hidroxiprogesterona | Proluton              | Progestógeno                | Intramuscular             |
| Didrogesterona                  | Duphaston             | Progestógeno                | Oral                      |
| Drospirenona                    | Slynd                 | Progestógeno                | Oral                      |
| Domperidona                     | Motilium              | Liberador de prolactina     | Oral                      |

Uma variedade de diferentes medicamentos sexuais hormonais são usados na terapia hormonal de feminilização para mulheres transexuais. Estes incluem estrogênio para induzir feminilização e suprimir níveis de testosterona; antiandrogênios como antagonistas dos receptores androgênicos, antigonadotropinas, moduladores de GnRH, e inibidores de 5-alfarredutase para opor mais os efeitos dos andrógenos como a testosterona; e progestágenos para vários benefícios possíveis, embora incertos. Um estrogênio em combinação com um antiandrogênio é o esteio da terapia hormonal feminizante para mulheres trans.

## Efeitos
O espectro de efeitos da terapia hormonal em pessoas transfemininas depende dos medicamentos específicos e das dosagens utilizadas. De qualquer forma, os principais efeitos da terapia hormonal em pessoas transfemininas são a feminização e a desmasculinização, e são os seguintes:
- Mamogênese (desenvolvimento mamário) e alargamento areolar/dos mamilos;[10]
- Afinamento e crescimento diminuído dos pelos faciais e corporais;[11]
- Cessação/reversão da perda de cabelo do couro cabeludo;[12]
- Suavização da pele/diminuição da oleosidade e acne;[13]
- Redistribuição da gordura corporal em padrão feminino;[14]
- Diminuição da massa/força muscular;[15]
- Alargamento e arredondamento da pelve (em idade puberal sem completar o fechamento epifisário);[16]
- Mudanças de humor, emocionalidade e comportamento;[17]
- Diminuição do desejo sexual;
- Diminuição das ereções espontâneas/matinais;[18]
- Disfunção erétil e diminuição do volume ejaculado;[19]
- Diminuição da produção de esperma/fertilidade;
- Diminuição do tamanho do testículo;
- Diminuição do tamanho do pênis;
- Diminuição do tamanho da próstata;
- Alterações de voz.[20]